# Зміївський краєзнавчий музей
Зміївський краєзна́вчий музе́й — краєзнавчий музей у місті Змієві Харківської області. Заклад підпорядковується Зміївській міській раді.
Офіційна назва установи: Комунальний заклад «Зміївський краєзнавчий музей» Зміївської міської ради Чугуївського району Харківської області.
Адреса музею: майдан Соборний, 6.

## Історія музею
У 1980-ті роки вчитель-пенсіонер, ветеран війни Георгій Георгійович Єрьомін звернувся до Зміївського районного комітету КПРС та районного виконкому з проханням надати приміщення для народного музею. Не дочекавшись відповіді, Єрьомін вирішив використати для майбутнього музею пусте на той час старе приміщення аптеки. У грудні 1989 року на одній із районних нарад Єрьомін скористався присутністю на неї Голови Харківської обласної ради народних депутатів О. Масельського і виступив з промовою щодо необхідності створення в Змієві краєзнавчого музею. 19 листопада 1990 року виконком Харківської облради народних депутатів ухвалив рішення «Про створення державних музеїв в м. Змієві та с. Писарівці Золочівського району».
11 лютого 1991 року рішенням виконавчого комітету Зміївської районної ради депутатів у Змієві створений державний краєзнавчий музей з наданням закладу приміщення в центральній частині міста.
1994 року до музею на правах філій приєднані дві державні установи: музей Гвардійців-широнінців у селі Таранівці та Соколівський музей Бойового братерства, які діяли в районі задовго до створення Зміївського краєзнавчого музею.
У 2010 році музейний фонд налічував 20627 одиниць зберігання.
19 жовтня 2021 року рішенням Зміївської міської ради філії музею ліквідовані і на їх місці утворені відповідні відділи у структурі Зміївського краєзнавчого музею:
- Соколівський музей Бойового братерства (Чугуївський район, с. Соколове, вул. О. Яроша, 68)
- Таранівський музей Гвардійців-широнінців (Чугуївський район, с. Таранівка, вул. Харківська, 33)
- Краснополянський музей «Мекка футуризму» (Чугуївський район, с. Красна Поляна, вул. Чуба, 4а)
- Слобожанський музей «Пам'ять поколінь» (Чугуївський район, смт Слобожанське, вул. Лермонтова, 21)

## Експозиція

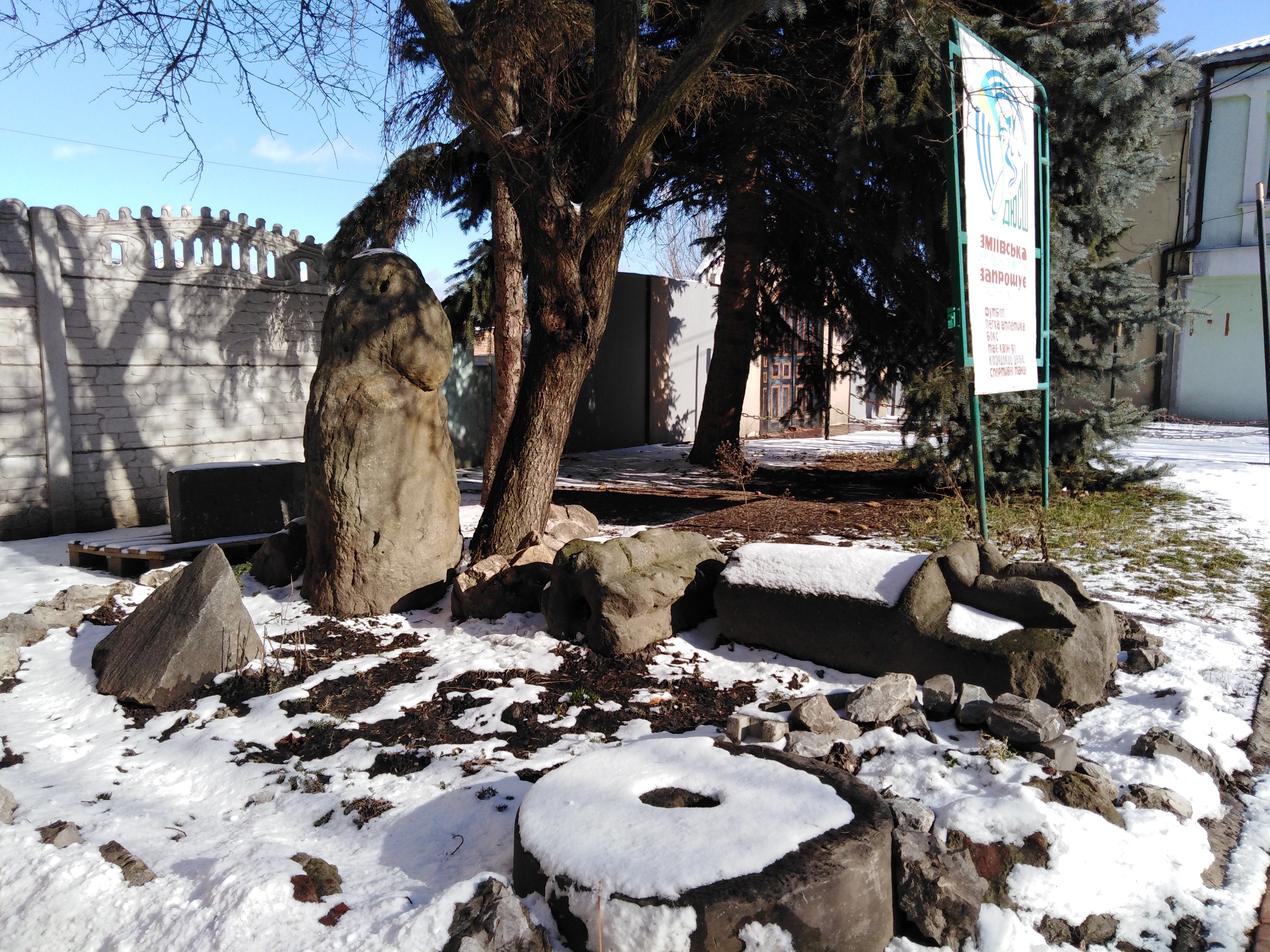
Археологічні експонати біля входу до музею

Музей розташовується на першому поверсі двоповерхового старого будинку.
Постійні експозиції музею займають 4 зали:
- Твої люди, Зміївщино
- Далеке минуле Зміївщини
- Етнографія Зміївського краю
- Відлуння війни

Серед унікальних експонатів музею:
- кістка мамута;
- кам'яна скульптура (баба) VIII ст. — початку VII ст. до н. е.;
- давньоримські та арабські монети I–IV ст. ст.;
- середньоазійська теракотова статуетка V–VII ст. ст.;
- вироби майстрів черняхівської культури;
- предмети побуту та озброєння алано-булгарських племен VIII–X ст. ст.;
- давньоруська кольчуга XI–XII ст. ст.;
- етнографічні матеріали доби козацтва.

Музейна галерея містить художні твори П. Васильченка, Г. Галкіна, В. Лапіна, В. Мироненка, А. Сафаргаліна, Н. Соболя, В. Чернова, І. Горба, Ю. Грабіліна, М. Зозулі, М. Кільколиха, Н. Литвинової, С. Майбороди. У приміщенні музею організовуються персональні виставки художників, майстрів народно мистецтва.
Предмети музейного фонду неодноразово експонувалися на обласних, всеукраїнських та міжнародних виставках.
Працівники музею займаються збиральницькою, науково-дослідною і культурно-просвітницькою діяльністю. При музеї функціонує військово-патріотичне об'єднання «Орієнтир», що здійснює пошуки і перепоховання останків воїнів, які загинули на території Харківської області під час 2-ї світової війни.

## Директори музею
- Саяний Михайло Іванович 1991–[4][5]